# 梅甘加

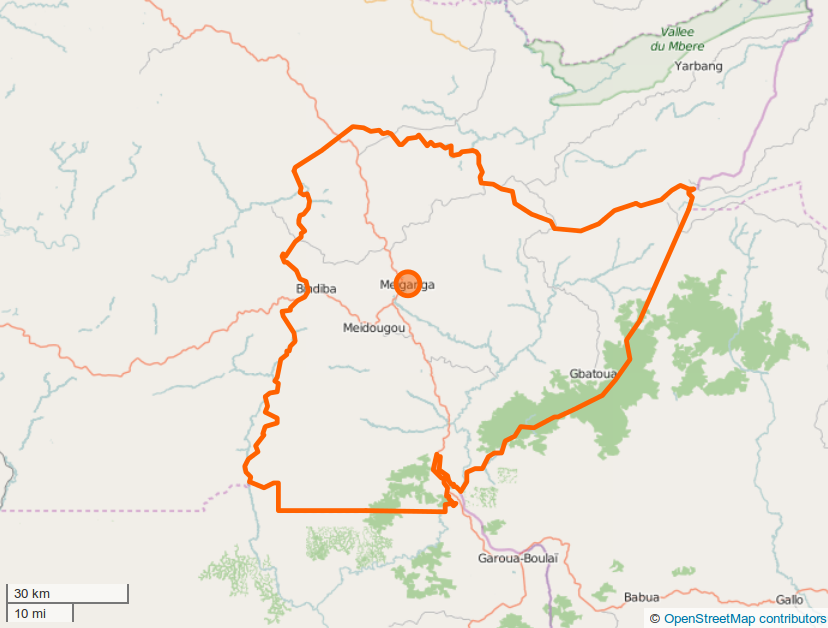

梅甘加是非洲中西部國家喀麥隆的城市，由阿達馬瓦省負責管轄，位於該國東部，貫穿該國南北的道路途經該市，海拔高度978米，2001年人口71,000。